# Lista de finais masculinas juvenis em simples do Torneio de Roland Garros
Esta é a lista de finais masculinas juvenis em simples do Torneio de Roland Garros.
O período 1947–1967 refere-se à era amadora, chamado de French Championships. O French Open, a partir de 1968, refere-se à era profissional ou aberta.

## Por ano
| Ano  | Campeão                   | Vice-campeão             | Resultado       |
| ---- | ------------------------- | ------------------------ | --------------- |
| 2024 | Kaylan Bigun              | Tomasz Berkieta          | 4–6, 6–3, 6–3   |
| 2023 | Dino Prižmić              | Juan Carlos Prado Ángelo | 6–1, 6–4        |
| 2022 | Gabriel Debru             | Gilles Arnaud Bailly     | 7–65, 6–3       |
| 2021 | Luca Van Assche           | Arthur Fills             | 6–4, 6–2        |
| 2020 | Dominic Stricker          | Leandro Riedi            | 6–2, 6–4        |
| 2019 | Holger Vitus Nødskov Rune | Toby Alex Kodat          | 6–3, 56–7, 6–0  |
| 2018 | Tseng Chun-hsin           | Sebastián Báez           | 7–65, 6–2       |
| 2017 | Alexei Popyrin            | Nicola Kuhn              | 7–65, 6–3       |
| 2016 | Geoffrey Blancaneaux      | Félix Auger-Aliassime    | 1–6, 6–3, 8–6   |
| 2015 | Tommy Paul                | Taylor Harry Fritz       | 7–64, 2–6, 6–2  |
| 2014 | Andrey Rublev             | Jaume Munar              | 6–2, 7–5        |
| 2013 | Christian Garin           | Alexander Zverev         | 6–4, 6–1        |
| 2012 | Kimmer Coppejans          | Filip Peliwo             | 6–1, 6–4        |
| 2011 | Bjorn Fratangelo          | Dominic Thiem            | 3–6, 6–3, 8–6   |
| 2010 | Agustín Velotti           | Andrea Collarini         | 6–4, 7–5        |
| 2009 | Daniel Berta              | Gianni Mina              | 6–1, 3–6, 6–3   |
| 2008 | Yang Tsung-hua            | Jerzy Janowicz           | 6–3, 7–65       |
| 2007 | Vladimir Ignatic          | Greg Jones               | 6–3, 6–4        |
| 2006 | Martin Kližan             | Philip Bester            | 6–3, 6–1        |
| 2005 | Marin Čilić               | Antal van der Duim       | 6–3, 6–1        |
| 2004 | Gaël Monfils              | Alex Kuznetsov           | 6–2, 6–2        |
| 2003 | Stanislas Wawrinka        | Brian Baker              | 7–5, 4–6, 6–3   |
| 2002 | Richard Gasquet           | Laurent Recouderc        | 6–0, 6–1        |
| 2001 | Carlos Cuadrado           | Brian Dabul              | 6–1, 6–0        |
| 2000 | Paul-Henri Mathieu        | Tommy Robredo            | 3–6, 7–63, 6–2  |
| 1999 | Guillermo Coria           | David Nalbandian         | 6–4, 6–3        |
| 1998 | Fernando González         | Juan Carlos Ferrero      | 4–6, 6–4, 6–3   |
| 1997 | Daniel Elsner             | Luis Horna               | 6–4, 6–4        |
| 1996 | Alberto Martín            | Björn Rehnqvist          | 6–3, 7–6        |
| 1995 | Mariano Zabaleta          | Mariano Puerta           | 6–2, 6–3        |
| 1994 | Jacobo Díaz               | Giorgio Galimberti       | 6–3, 7–6        |
| 1993 | Roberto Carretero         | Albert Costa             | 6–0, 7–6        |
| 1992 | Andrei Pavel              | Mosé Navarra             | 6–1, 3–6, 6–3   |
| 1991 | Andrei Medvedev           | Thomas Enqvist           | 6–4, 7–6        |
| 1990 | Andrea Gaudenzi           | Thomas Enqvist           | 2–6, 7–6, 6–4   |
| 1989 | Fabrice Santoro           | Jared Palmer             | 6–3, 3–6, 9–7   |
| 1988 | Nicolás Pereira           | Magnus Larsson           | 7–6, 6–3        |
| 1987 | Guillermo Pérez-Roldán    | Jason Stoltenberg        | 6–3, 3–6, 6–1   |
| 1986 | Guillermo Pérez-Roldán    | Stéphane Grenier         | 4–6, 6–3, 6–2   |
| 1985 | Jaime Yzaga               | Thomas Muster            | 2–6, 6–3, 6–0   |
| 1984 | Kent Carlsson             | Mark Kratzmann           | 6–3, 6–3        |
| 1983 | Stefan Edberg             | Franck Fevrier           | 2–6, 6–2, 6–1   |
| 1982 | Tarik Benhabiles          | Loic Courteau            | 7–6, 6–2        |
| 1981 | Mats Wilander             | James Brown              | 7–5, 6–1        |
| 1980 | Henri Leconte             | Alberto Tous             | 7–6, 6–3        |
| 1979 | Ramesh Krishnan           | Ben Testerman            | 2–6, 6–1, 6–0   |
| 1978 | Ivan Lendl                | Per Hjertquist           | 7–6, 6–4        |
| 1977 | John McEnroe              | R. Kelly                 | 6–1, 6–1        |
| 1976 | Heinz Günthardt           | Jose Luis Clerc          | 4–6, 7–6, 6–4   |
| 1975 | Christophe Roger-Vasselin | Peter Elter              | 6–1, 6–2        |
| 1974 | Christophe Casa           | Ulrich Marten            | 1–6, 6–4, 6–1   |
| 1973 | Víctor Pecci              | Pavel Slozil             | 6–4, 6–4        |
| 1972 | Buster Mottram            | Uli Pinner               | 6–2, 2–6, 7–5   |
| 1971 | Corrado Barazzutti        | Stephen Warboys          | 2–6, 6–3, 6–1   |
| 1970 | Juan Herrera              | Jacques Thamin           | 4–6, 6–2, 6–4   |
| 1969 | Antonio Muñoz             | Jacques Thamin           | 6–2, 4–6, 6–4   |
| 1968 | Phil Dent                 | John Alexander           | 6–3, 3–6, 7–5   |
| 1967 | Patrick Proisy            | Luis Felipe Tavares      | 6–3, 8–6        |
| 1966 | Vladimir Korotkov         | J. Guerrero              | 6–3, 6–2        |
| 1965 | Gerald Battrick           | Georges Goven            | 7–5, 6–4        |
| 1964 | Cliff Richey              | Georges Goven            | 6–4, 6–2        |
| 1963 | Nicky Kalogeropoulos      | Thomaz Koch              | 2–6, 9–7, 6–3   |
| 1962 | John Newcombe             | Thomaz Koch              | 4–6, 6–4, 8–6   |
| 1961 | John Newcombe             | Daniel Contet            | 6–7, ab.        |
| 1960 | Ingo Buding               | Juan Gisbert             | 6–3, 8–6        |
| 1959 | Ingo Buding               | Edison Mandarino         | 6–0, 0–6, 6–4   |
| 1958 | Butch Buchholz            | Alain Bresson            | 6–8, 6–3, 6–4   |
| 1957 | Alberto Arilla            | Jacques Renavand         | 6–8, 6–3, 6–4   |
| 1956 | Mustapha Belkhodja        | Rod Laver                | 4–6, 6–4, 6–3   |
| 1955 | Andrés Gimeno             | Mustapha Belkhodja       | 6–2, 4–6, 7–5   |
| 1954 | Roy Emerson               | Jean-Noel Grinda         | 6–1, 6–8, 6–4   |
| 1953 | Jean-Noël Grinda          | F. Andries               | 6–1, 6–2        |
| 1952 | Ken Rosewall              | Jean-Noel Grinda         | 6–2, 6–2        |
| 1951 | Ham Richardson            | Gino Mezzi               | 6–3, 6–2        |
| 1950 | Roland Dubuisson          | Gerard Pilet             | 10–12, 6–1, 6–3 |
| 1949 | Jean-Claude Molinari      | Robert Haillet           | 6–2, 7–9, 8–6   |
| 1948 | Kurt Nielsen              | Jacques Brichant         | 3–6, 6–3, 6–4   |
| 1947 | Jacky Brichant            | Alan Roberts             | 6–3, 4–6, 7–5   |